# Dickinson Hill Fire Tower
La Dickinson Hill Fire Tower est une tour de guet du comté de Rensselaer, dans l'État de New York, dans le nord-est des États-Unis. Située à 525 mètres d'altitude dans la Taconic Range, elle a été érigée en 1924. Elle est inscrite au Registre national des lieux historiques depuis le 6 mai 2011.